# Walter Walker
Walter Walker (Marion, 1883. április 3. – Grand Junction, 1956. október 8.) az Amerikai Egyesült Államok szenátora (Colorado, 1932).
Walter Walker (1883. április 3. – 1956. október 8.) újságtulajdonos és szerkesztő volt Coloradóban, 1932 végén rövid ideig az Egyesült Államok Demokrata Pártjának szenátora volt, miután kinevezték egy megüresedett posztra a rendkívüli választásokig.
A kentuckyi Marion szülötte, Walker Marion iskoláiban tanult, és fiatalemberként Coloradóba költözött. Grand Junction lakója lett, ahol az újságiparban kezdett karriert. A Grand Junction Daily Sentinel szerkesztője lett, és végül a lap tulajdonosa lett.
Amikor az 1920-as években a Ku Klux Klan újjáéledt, Walker tagja lett. Később szembeszállt a Klánnal, ami oda vezetett, hogy a csoport tagjai megtámadták őt az utcán, de Walker nem volt hajlandó véget vetni Klán-ellenes tevékenységének. Aktív a Demokrata Pártban, 1924-ben, 1928-ban és 1932-ben a Demokrata Nemzeti Konvent küldötte volt. 1930 és 1932 között a Colorado Demokrata Állami Bizottságának elnöke volt.
1932 szeptemberében Colorado kormányzója Walkert nevezte ki az Egyesült Államok Szenátusában megüresedett posztra. A rendkívüli választáson indult, hogy befejezze a ciklust, de vereséget szenvedett a republikánusok jelöltjétől, Karl C. Schuylertől, aki decemberben tette le hivatali esküjét. Továbbra is ő volt a Daily Sentinel tulajdonosa és kiadója, 1936-ban, 1940-ben, 1944-ben, 1948-ban és 1952-ben a Demokratikus Nemzeti Konvent küldötte volt. 1936-ban elnökválasztáson választották Franklin D. Roosevelt és John Nance Garner jegyét. .
Walker 1956. október 8-án halt meg Grand Junctionben. A Grand Junction's Orchard Mesa temetőben temették el.
Walker a Kentucky állambeli Marionban született 1883. április 3-án.[3] Robert C. Walker fia, a Crittenden Press újság tulajdonosa, Walter Walker helyben tanult, majd 1903-ban Coloradóba költözött.[3][4]
Miután letelepedett Grand Junctionban, Walker az újságiparban dolgozott, végül a Grand Junction Daily Sentinel szerkesztője, menedzsere és fő tulajdonosa lett.[3] Walker munkatársai közé tartozott Dalton Trumbo, akit Walker 1920-ban riporternek vett fel, és négy évig alkalmazott. Az újság vezetése mellett Walker civil aktivista volt, és erőfeszítései közé tartozott a Grand Junction sikeres líceumának irányítása is.[6]

## Politikai elet
Az 1920-as években a Ku Klux Klan újjáéledése során Walker korai tagja volt.[7] Ezt követően a csoport ellen fordult, és ellenzéki vezércikkeket publikált.[8] 1925 szeptemberében több helyi Klan-vezető, köztük egy seriff-helyettes és egy rendőr megtámadta Walkert, amint az egy fodrászboltból az újság irodájába sétált.[9] Végül mások is közbeléptek az utcán, és mielőtt elment volna orvosi segítséget kérni, Walker tájékoztatta a Klan tagjait, hogy a fizikai megfélemlítés nem akadályozza meg abban, hogy folytassa Klán-ellenes kampányát.[9] 1924-ben, 1928-ban és 1932-ben a Demokrata Nemzeti Konvent küldötte volt.[10] 1930 és 1932 között a Colorado Demokratikus Állami Bizottságának elnöke volt.
1932. szeptember 26-án Walkert kinevezték az Egyesült Államok szenátusába, ideiglenesen betöltve a Charles W. Waterman halála miatt megüresedett helyet.[3] A ciklus hátralévő részében indult a rendkívüli választáson, de a republikánus Karl C. Schuyler legyőzte.[11] Walker 1932. december 6-ig szolgált, amikor Schuyler letette az esküt.[12]

## Kesobbi karrier
Walker szenátusi szolgálatának befejezése után folytatta munkáját az újságiparban.[13] 1936-ban ismét a Demokrata Nemzeti Konvent küldötte volt.[10] Később ugyanebben az évben elnökválasztáson volt Franklin D. Roosevelt és John Nance Garner jegyéért. 1940-ben, 1944-ben, 1948-ban és 1952-ben ismét a Demokrata Nemzeti Konvent küldötte volt.[10]
- A chronological list of senators since the First Congress in 1789. pdf.js, 2014 [last update]. (Hozzáférés: 2014. december 9.)
- David Bratman: Senators alphabetically. home.earthlink.net, 2012 [last update]. [2015. szeptember 19-i dátummal az eredetiből archiválva]. (Hozzáférés: 2014. december 9.)
- Biographical Directory of the United States Congress (angol nyelven). bioguide.congress.gov. Az Amerikai Egyesült Államok Kongresszusa